# Aluminijev tri-izopropoksid
Aluminijev izopropilat je spojina s kompleksno strukturo, ki se običajno opisuje s formulo Al(O-i-Pr)3, pri čemer je i-Pr izopropilna skupina (CH(CH3)2). Ta bela trdna snov je uporabna pri poskusih v organskih sintezah. 

## Priprava
Široko sprejeta metoda za pripravo te snovi je bila objavljena leta 1936. Procedura vsebuje segrevanje zmesi 100 gramov aluminija, 1200 mL izopropoksid alkohola in 5 gramov živosrebrnega klorida.

## Zgodovina
Aluminijev tri-izopropoksid (aluminijev izopropilat) je bil prvič omenjen v razpravi Aleksandra Tičenka v letopisih Ruske kemijske družbe leta 1898. 